# Sisyrinchium coulterianum
Sisyrinchium coulterianum là một loài thực vật có hoa trong họ Diên vĩ. Loài này được Klatt ex Baker miêu tả khoa học đầu tiên năm 1892.